# Kay Jäger
Kay Jäger (* 1992 in Buchholz in der Nordheide) ist ein deutscher Politiker (Die Linke) und seit 2025 Mitglied der Hamburgischen Bürgerschaft.

## Leben
Jäger wurde 1992 in Buchholz in der Nordheide als Sohn einer Floristin und eines Hafenarbeiters geboren. Er absolvierte seinen Mittleren Schulabschluss in Buchholz und durchlief im Anschluss bis 2012 eine Ausbildung zur Fachkraft für Hafenlogistik beim Gesamthafenbetrieb Hamburg. Seither ist er als Hafenarbeiter und Betriebsrat im Hamburger Hafen tätig.
Jäger engagiert sich seit 2018 in der Partei Die Linke. 
Bei der Bürgerschaftswahl 2025 zog Jäger über den Listenplatz 12 des Wahlkreises 2 Billstedt – Wilhelmsburg – Finkenwerder in die Hamburgische Bürgerschaft ein. Seit seinem Einzug in die Hamburgische Bürgerschaft ist er Mitglied im Ausschuss für öffentliche Unternehmen, im Ausschuss für Wirtschaft, Arbeit und Innovation, im Haushaltsausschuss sowie im Innenausschuss.
Jäger lebt in Hamburg-Wilhelmsburg.